# Жепенник-Стшижевски (гмина)
Жепенник-Стшижевски (пол. Rzepiennik Strzyżewski) — сельская гмина (волость) в Польше, входит как административная единица в Тарнувский повет, Малопольское воеводство. Население — 6836 человек (на 2008 год).

## Демография
| Перепись                       | Всего   | Всего | Женщины | Женщины | Мужчины | Мужчины |
| ------------------------------ | ------- | ----- | ------- | ------- | ------- | ------- |
| Единицы                        | человек | %     | человек | %       | человек | %       |
| Население                      | 6836    | 100   | 3385    | 49,5    | 3451    | 50,5    |
| Плотность населения (чел./км²) | 97,3    | 97,3  | 48,2    | 48,2    | 49,1    | 49,1    |

## Сельские округа
1. Колкувка
2. Ольшины
3. Жепенник-Бискупи
4. Жепенник-Стшижевски
5. Жепенник-Сухы
6. Тужа

## Соседние гмины
1. Гмина Беч
2. Гмина Ценжковице
3. Гмина Громник
4. Гмина Мощеница
5. Гмина Шежины
6. Гмина Тухув